# Théâtre romain de Volterra
Le Théâtre romain de Volterra (en italien : Teatro romano di Volterra) a été mis au jour dans les années 1950 grâce aux fouilles archéologiques menées par Enrico Fiumi, un historien de Volterra. Certains détenus de l'hôpital psychiatrique de Volterra étaient utilisés comme ouvriers, comme le commémore une plaque placée à l'entrée du bâtiment,.

## Description
Le monument est daté de la fin du Ier siècle av. J.-C. et sa construction a été financée par la riche famille Caecina de Volterra, en particulier les consuls Gaio Cecina Largo et Aulo Cecina Severo, comme le rappelle l'épigraphe dédicatoire du théâtre lui-même, conservée au musée Guarnacci.
Le théâtre était partiellement creusé dans la pente naturelle d'une élévation, par analogie avec les théâtres grecs antiques. En fait, cette partie de la ville n'était pas occupée par des bâtiments à l'époque étrusque car il y avait seulement des travaux pour contenir la forte pente, à tel point que des terrasses étaient déjà construites vers le IIe siècle av. J.-C. : cela en faisait un lieu propice à la construction d'un théâtre.
La façade mesurait 35,98 m et était composée de deux étages à colonnades de plus de 16 m de haut. La capacité d'accueil du théâtre devait être d'environ 3 500 × spectateurs compte tenu de sa taille (diamètre de 60 m sur 24 marches), comparable à d'autres théâtres de taille similaire (Théâtre romain de Trieste, Djemila et Dougga). Un velarium, tissu soutenu par des cordes, couvrait toute la zone du théâtre, avec, encore, les traces de la structure qui le soutenait.
Au cours des fouilles, divers sièges ont été trouvés. En calcaire local (tuf de Pignano), ils sont encore gravés des différents noms des représentants des familles les plus influentes de la Volterra romaine comme les Caecinae, les Persii et les Laelii. Certains escaliers disposés selon un motif radial et réalisés en pierre de Montecatini Val di Cecina n'ont été que partiellement conservés.
À la fin du IIIe siècle, le théâtre fut abandonné et un centre thermal fut installé à proximité de l'espace scénique. À l'époque médiévale, les murs de la ville comprenaient le mur fermant la partie la plus haute des marches (summa cavea).
Les vestiges des bâtiments anciens peuvent actuellement être visités au sein de la zone archéologique. On y accède depuis la zone supérieure qui est utilisée (bien que rarement) en été pour des représentations théâtrales. Le Festival International, fondé et dirigé par l'acteur et metteur en scène Simone Migliorini, a lieu chaque année au théâtre romain de Volterra et chaque année un prestigieux Jury attribue les prix Ombra della Sera à d'importantes personnalités du divertissement et de la culture.

## Galerie

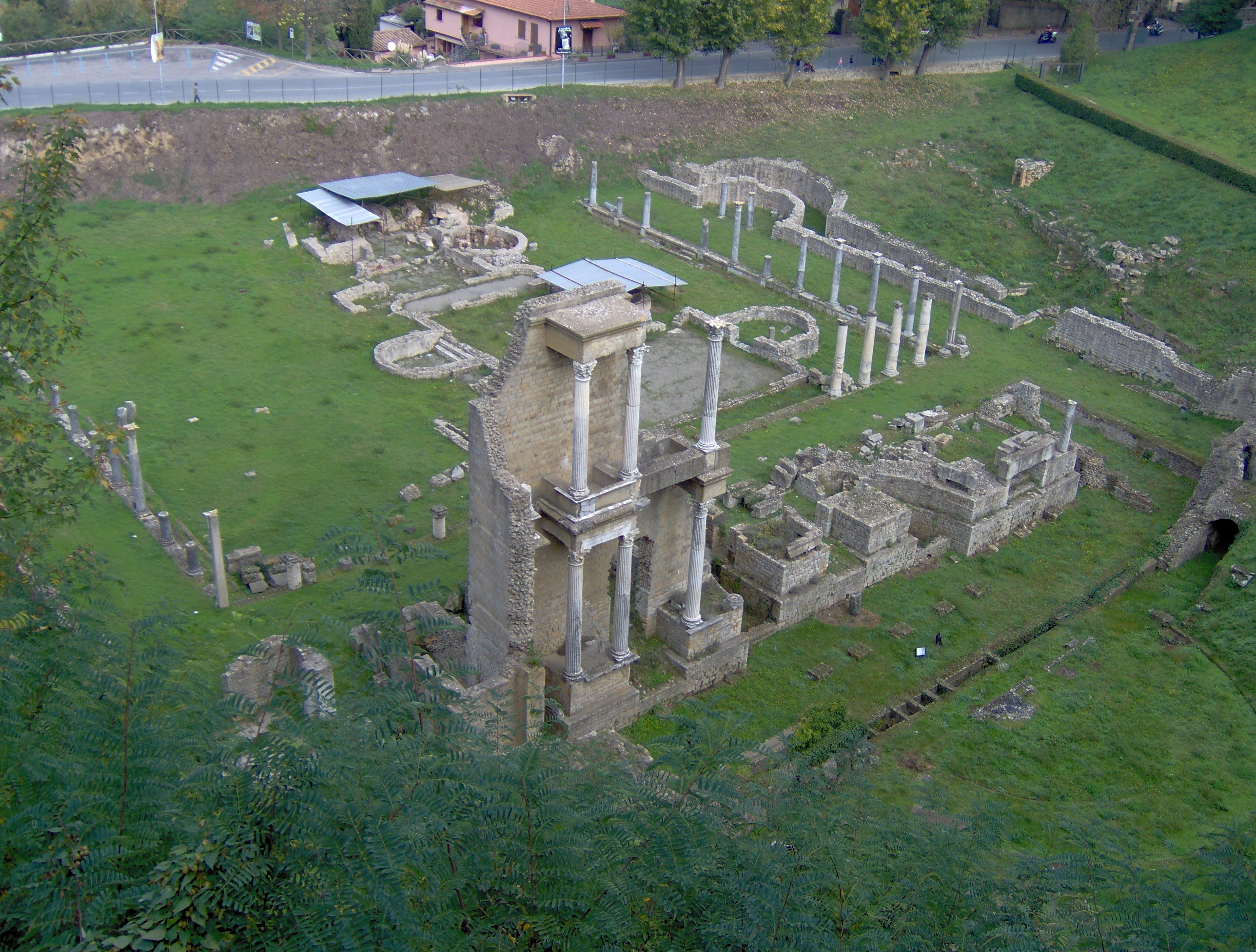
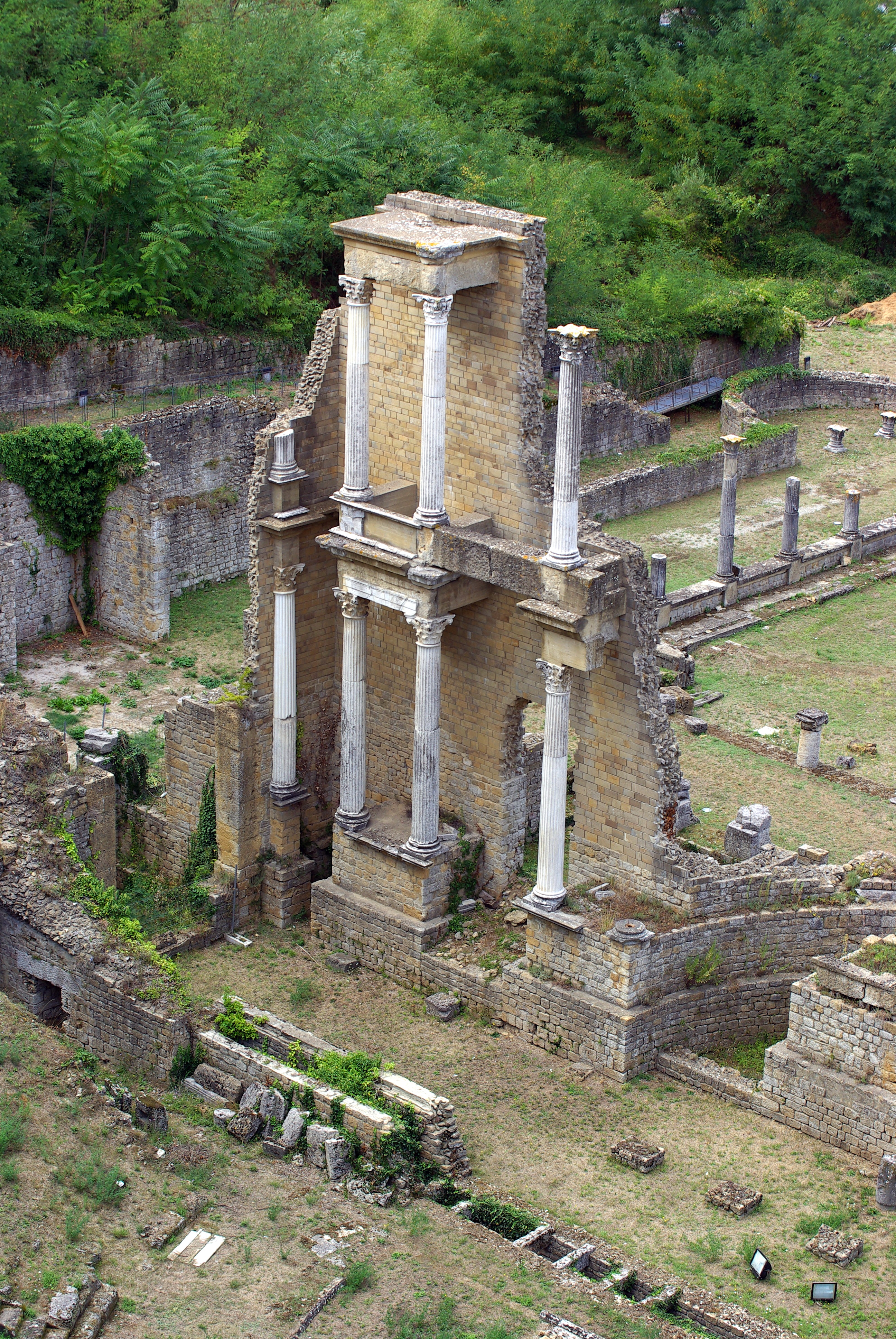
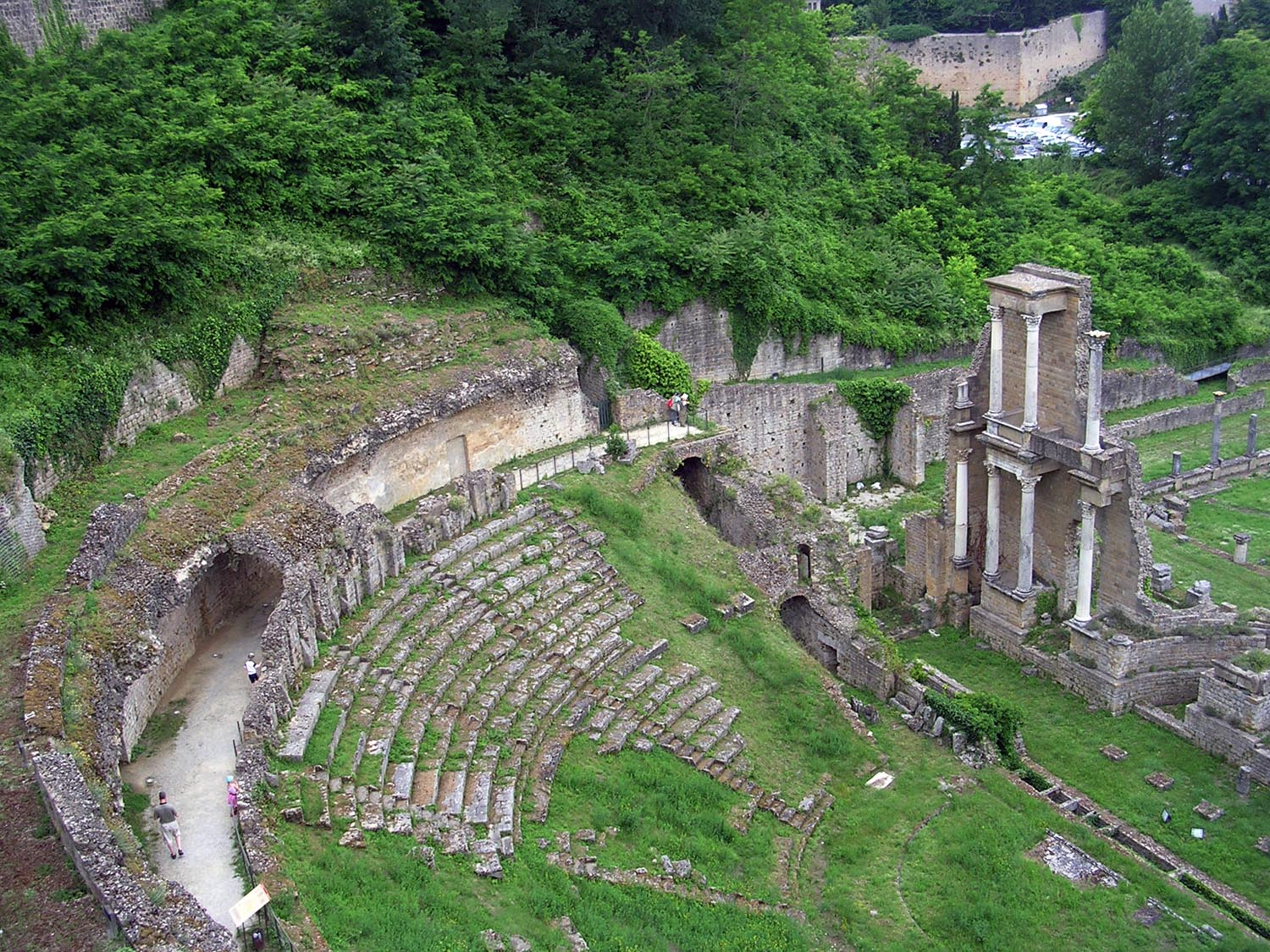
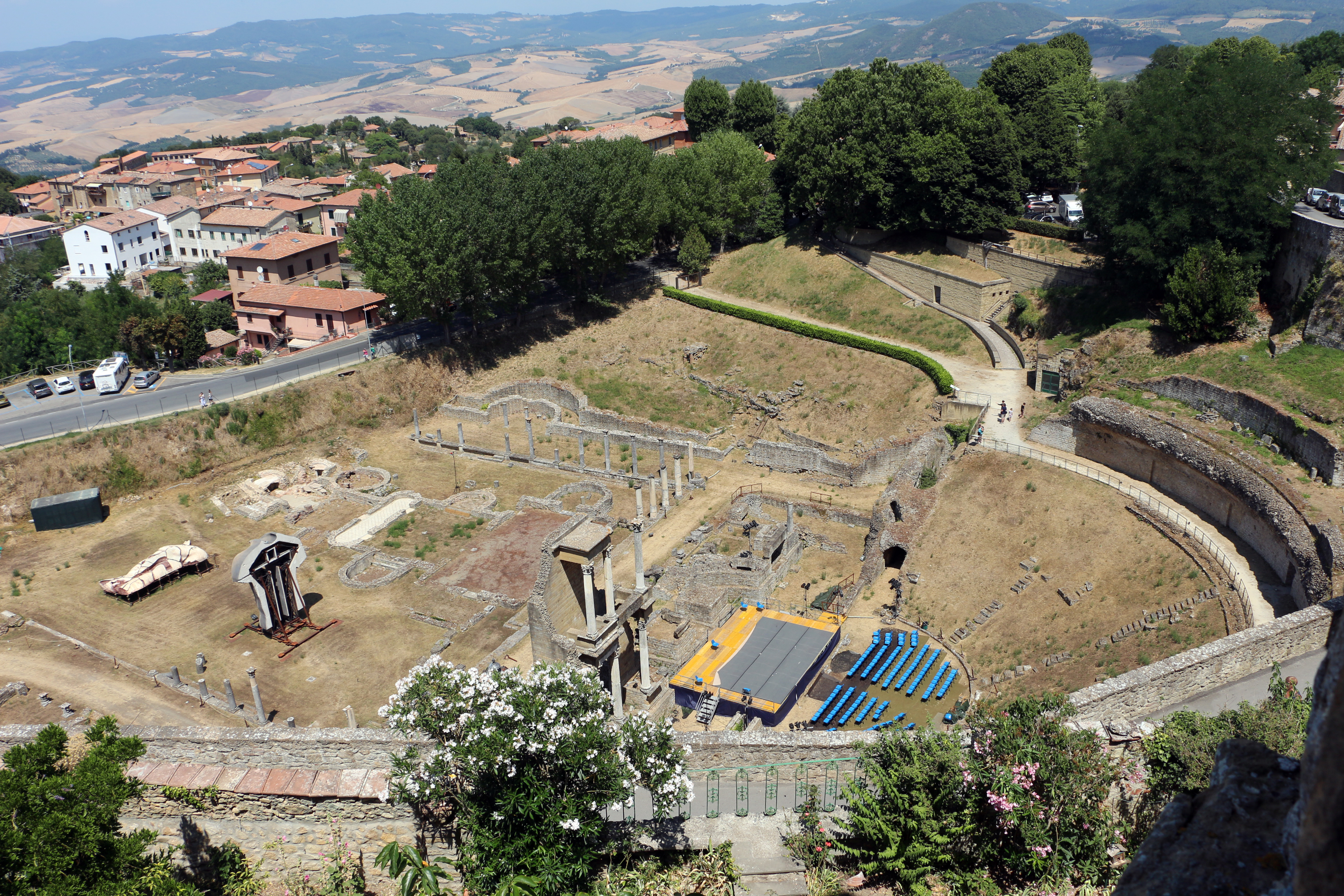